# A megtévesztés művészete
A megtévesztés művészete (eredeti cím: The Last Vermeer) 2019-ben bemutatott amerikai filmdráma, amelyet John Orloff (James McGee írói álnéven), Mark Fergus és Hawk Ostby forgatókönyvéből Dan Friedkin rendezett. A film Jonathan Lopez 2008-as The Man Who Made Vermeers című könyve alapján készült, és Han van Meegeren (Guy Pearce), a náciktól dollármilliókat kicsaló műkincskészítő történetét meséli el Joseph Piller (Claes Bang) holland ellenálló mellett.
A filmet világszerte 2019. augusztus 31-én mutatták be a Telluride Filmfesztiválon, az Amerikai Egyesült Államokban 2020. november 20-án került a mozikba a Sony Pictures Releasing forgalmazásában.

## Cselekmény
Röviddel a második világháború után Joseph Piller, a szövetségesek megbízásából egy volt ellenálló harcos egy holland művészeti galéria után nyomoz, mivel azt feltételezi, az a német kémhálózat álcája. Nyomon követi egy Hermann Göringnek a háború alatt eladott Vermeer-festményt, és találkozik Han van Meegerennel, akit meglátogat fényűző otthonában.
Nem sokkal később van Meegerent letartóztatják, a tömeg dühöng, kollaboránsnak tartják, és ki akarják végezni, ezért Piller kiviszi a börtönből, és elrejti egy padláson. Van Meegeren megígéri Pillernek,  minden kérdésére válaszol, ha megengedi neki, hogy fessen. A gyarapodó bizonyítékok ellenére Piller meggyőződik van Meegeren ártatlanságáról, és küzd a titokzatos múltú, színes bőrű férfi életének megmentéséért.
A tárgyalás után van Meegeren kitart amellett, hogy nem működött együtt a nácikkal, hanem megtévesztette őket. Végül Han van Meegerent minimum egy év börtönbüntetésre ítélik hamisítás és csalás miatt.

## Szereplők
| Szerep                 | Színész            | Magyar hang     |
| ---------------------- | ------------------ | --------------- |
| Han van Meegeren       | Guy Pearce         | Tóth Roland     |
| Joseph Piller százados | Claes Bang         | Kárpáti Levente |
| Minna Holberg          | Vicky Krieps       | Szabó Zselyke   |
| Espen Dekker           | Roland Møller      | Dózsa Zoltán    |
| Alex De Klerks         | August Diehl       | Janicsek Péter  |
| Cootje Henning         | Olivia Grant       | Járó Zsuzsa     |
| Johana                 | Susannah Doyle     |                 |
| Dirk Hannema           | Adrian Scarborough | Barát Attila    |

### Magyar változat
- Főcím: Endrédi Máté
- Magyar szöveg: Gyarmati Ádám
- Hangmérnök és vágó: Thoma Dávid
- Gyártásvezető: Farkas Márta
- Szinkronrendező: Kosztola Tibor
- Produkciós vezető: Jávor Barbara

A szinkront a Direct Dub Studios készítette el.

## A film készítése
2018. április 25-én jelentették be, hogy az Imperative Entertainment megkezdte a Lyrebird című film gyártását, amelyet James McGee, Mark Fergus és Hawk Ostby forgatókönyvéből Dan Friedkin rendezett és Ridley Scott producer készített. A film Friedkin rendezői debütálása.
A film hivatalos bejelentésével egy időben megerősítették, hogy Guy Pearce, Claes Bang, Vicky Krieps és Roland Møller kapták meg a film főszerepeit. A forgatás 2018 áprilisában kezdődött az Egyesült Királyságban és Hollandiában. 2018. május 22-én a forgatásra az angliai Portsmouthban található Fort Widleyben került sor. 2018 áprilisában és augusztusában a hollandiai Dordrechtben és Schiedamban is forgattak.

## Fogadtatás

### Bevételi adatok
A film a nyitóhétvégén 1912 moziban 1 225 000 dollárt hozott.

### Kritikai visszhang
A Rotten Tomatoes weboldalon 70%-os értékelést kapott 79 kritika alapján, az átlagos értékelése 6,4 pont a 10-ből. Az oldal szöveges összefoglalója szerint: „Guy Pearce remek alakításával A megtévesztés művészete a történelmileg ihletett háborús sztoriból merít szórakoztató drámát.” A Metacritic oldalán a film 56 pontott kapott a 100-ból (15 kritika alapján), ami „vegyes vagy átlagos értékelést” jelent. A PostTrak által megkérdezett közönség átlagosan 5-ből 4 csillagot adott a filmre.